# District Zelentsjoekski
District Zelentsjoekski (Russisch: Зеленчу́кский райо́н) is een district in het zuidwesten van de Russische autonome deelrepubliek Karatsjaj-Tsjerkessië. Het district heeft een oppervlakte van 2.931 vierkante kilometer en een inwonertal van 51.780 in 2010. Het administratieve centrum bevindt zich in Zelentsjoekskaja.

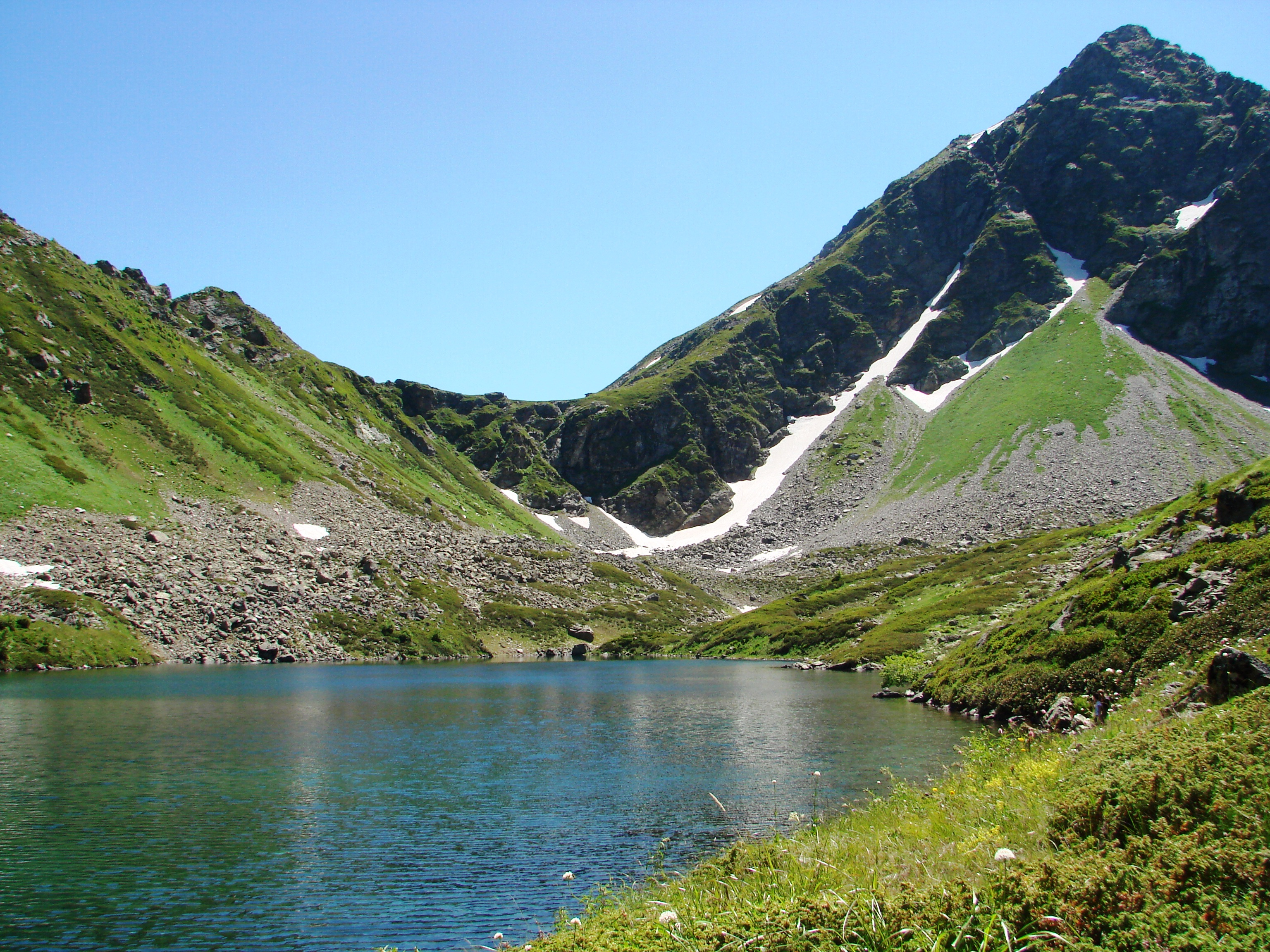

Bestuurlijk centrum: Tsjerkessk

Steden: Karatsjajevsk · Oest-Dzjegoeta · Teberda

Districten: Abazinski · Adyge-Chablski · Chabezski · Karatsjajevski · Malokaratsjajevski · Nogajski · Oeroepski · Oest-Djegoetinski · Prikoebanski · Zelentsjoekski